# ماری-ژوزه تا لو
ماری-ژوزه تا لو (فرانسوی: Marie-Josée Ta Lou‎؛ زادهٔ ۱۸ نوامبر ۱۹۸۸) دونده دو سرعت اهل ساحل عاج است.
وی در مسابقات کشوری و بین‌المللی در مجموع برندهٔ ۷ مدال طلا، ۵ مدال نقره، ۹ مدال برنز شده‌است.